# Vojenský hřbitov (Kbelnice, okres Jičín)
Vojenský hřbitov ve Kbelnici na Jičínsku byl založen severně od obce při silnici na Turnov po levé straně. Jeho rozloha je 1894 m², kaple s ossariem v přední části hřbitova je chráněna jako nemovitá Kulturní památka České republiky.. Na hřbitově se nachází přes padesát válečných hrobů a pomníků.

## Historie
Dne 29. června 1866 proběhla u Jičína jedna z bitev prusko-rakouské války. Vojáci a důstojníci padlí v bitvě byli pohřbíváni na místě bojiště nebo nejbližších hřbitovech. Roku 1891 byl u Kbelnice na pozemku darovaném hruboskalským sládkem Karlem Řezníčkem zřízen vojenský hřbitov, kam byly postupně převáženy pomníky a ostatky padlých vojáků z hrobů na bojišti a ze zrušených hřbitovů. Původně zdobily pilíře po obou stranách vchodu na hřbitov sochy svatých Petra a Pavla, z důvodu jejich poškození přemístěné na chráněné místo. Roku 1931 došlo k rozšíření hřbitova západním směrem.

### Hřbitovní kaple s ossariem

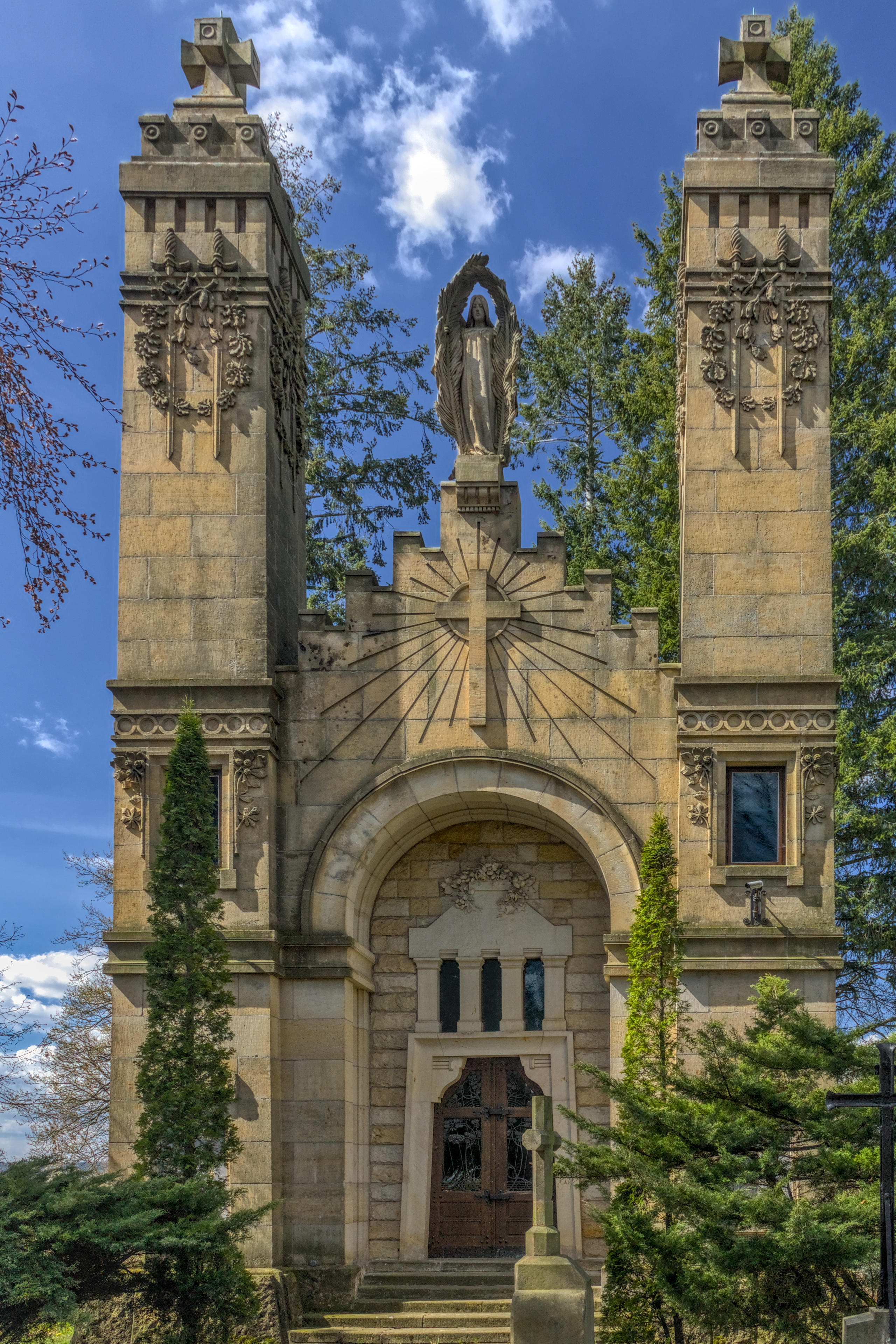
Kaple s ossariem

Secesní kaple s ossariem stojí na hřbitově od roku 1906, základní kámen byl položen o dva roky dříve. Podle projektu ředitele hořické kamenické školy architekta Václava Weinzettla stavbu provedli studenti a odborní pedagogové hořické kamenické školy pod vedením jičínského stavitele Jana Mareše. Na štít nad vchodem do kaple byla umístěna socha Anděla míru od profesora hořické školy Václava Suchomela. Do zdí po obou stranách vchodu jsou vsazeny dvě mramorové desky s českým a německým nápisem s počty padlých vojáků: "Rakousko 45 důstojníků a 445 mužů, Prusko 21 důstojníků a 308 mužů, Sasko 14 důstojníků a 179 mužů". Třetí mramorová deska se jmény 41 padlých rakouských důstojníků je vsazena do jižní zdi, do severní zdi pak deska se jmény 13 saských a 23 pruských důstojníků. Pod úrovní dlažby uprostřed kaple je ossarium (kostnice), zakryté kamennou deskou. Sem byly průběžně během desetiletí ukládány ostatky vojáků exhumované z hrobů na bojišti. Proti hlavnímu vchodu uvnitř kaple je umístěn mramorový oltář s krucifixem, po jeho stranách jsou na zdi dvě mramorové desky na památku padlých vojáků od pruského pěšího pluku č. 48. Studenti odborných škol jsou také autory mobiliáře kaple - truhlářské práce zhotovila státní průmyslová truhlářská škola v Chrudimi, svícny a zámečnické práce státní průmyslová zámečnická škola v Hradci Králové. Materiál na stavbu a jeho dovoz věnoval majitel panství Ervín hrabě Schlik, mecenáš Komitétu 1866. Dalšími donátory byli kromě jednotlivců také rakouská c.k. ministerstva války, vnitra a ministerstvo kultury a vyučování nebo první protektor Ústředního spolku pro udržování vojenských pomníků z války roku 1866 generál jízdy Vilém princ zu Schaumburg-Lippe. Kaple byla slavnostně vysvěcena 29. června 1906.
Pomníky stavěly rodiny padlých, důstojnické sbory pluků a praporů, ministerstva válek všech tří bojujících stran a také nejrůznější spolky. V prosinci 1888 byl založen Komitét pro udržování pomníků na bojišti Královéhradeckém z iniciativy Jana Nepomuka Steinského, účastníka války. Financován byl ze státních i soukromých zdrojů. Předsedou byl zvolen Rudolf baron von Ulmenstein, protektorem generál jízdy Vilém princ zu Schaumburg-Lippe. Komitét pomníky opravoval a až do roku 1914 budoval nové.

### Po roce 1918
Roku 1919 byl Ústřední spolek rozpuštěn, roku 1925 byla jeho jičínská část přejmenována na „Spolek pro udržování Ossaria, pomníků a hrobů na bojišti jičínském z roku 1866“, který pak pracoval až do 18. června 1959, kdy byl výměrem Okresního národního výboru rozpuštěn. Ve funkci okresního konzervátora vojenských památek pan Alois Pospíšil ze Železnice z vlastní iniciativy pečoval o památky až do roku 1980.

### Po roce 1989
Přípravný výbor Komitétu byl ustanoven 9. prosince 1989 v Praze a již 31. března 1990 se konala na Chlumu u Hradce Králové Valná hromada, na které byl spolek obnoven pod názvem „Komitét pro udržování památek z války roku 1866“.

## Naučná stezka
Po místech bitvy vede Naučná stezka „Bitva u Jičína 29. června 1866“ spravovaná Komitétem.